# Walter Short
Generálporučík Walter Campbell Short (30. března 1880, Filmor, Illinois – 9. září 1949) byl velitelem armádní posádky v Pearl Harboru.

## Kariéra
Narodil se 30. března 1880 ve Filmoru, ve státě Illinois, v rodině lékaře. Vystudoval University of Illinois a v roce 1901 se stal armádním důstojníkem. Za 1. sv. války byl ve Francii výcvikovým důstojníkem, později se stal asistentem velitele Fort Benning a v roce 1936 byl povýšen na brigádního generála. Byl jmenován velitelem 1. pěší divize a na počátku 2. sv. války velitelem I. armádního sboru. Dne 8. února 1941 byl povýšen na generálporučíka a stal se velitelem Havajského vojenského okruhu.
17. prosince 1941 však byl zbaven postu a odvelen do USA, kde byl spolu s admirálem Kimmelem tzv. Robertsovou komisí označen za hlavního spoluviníka tragédie v Pearl Harboru. V roce 1942 odchází do civilu s hodností sníženou o jeden stupeň. Až 50 let po jeho smrti odhlasoval americký kongres nezávaznou rezoluci, že – oproti tvrzení vyšetřovací komise – k útoku na Pearl Harbor nedošlo v důsledku zanedbání povinností admirála Kimmela a generála Shorta.